# SHOX-bedingter Kleinwuchs
SHOX-bedingter Kleinwuchs ist ein unspezifischer Kleinwuchs ohne sichtbare Skelettveränderungen, insbesondere ohne Madelung-Deformität und Verkürzung der Unterarme und Unterschenkel (Mesomelie). Die Körpergröße liegt zwei Standardabweichungen unter der mittleren Körpergröße der Vergleichsbevölkerung nach Alter und Geschlecht.
Diese Form unterscheidet sich vom „Idiopathischen Kleinwuchs“ durch das Vorliegen einer Mutation im SHOX-Gen.
Synonyme sind: SHOX-Mangel-Kleinwuchs; (Dyschondrosteose); englisch Short Stature, Idiopathic, X-Linked; ISS.
Die Erstbeschreibung stammt aus dem Jahre 1989 von A. Ballabio und Mitarbeitern.

## Verbreitung
Die Häufigkeit ist nicht bekannt, die Vererbung erfolgt bei SHOX-bedingten Erkrankungen pseudoautosomal-dominant.
Bei etwa 10 bis 20 % des „Idiopathischen Kleinwuchses“ können SHOX-Mutationen nachgewiesen werden.

## Ursache
Es liegen Mutationen im SHOX-Gen oder am SHOXY-Gen an der PAR1-Region (Location Xp22.33 oder Yp11.32) zugrunde. Dabei handelt es sich um eine heterozygote Deletion in 80 – 90 % oder um eine krankmachende Variante in 10 – 20 %.
Das Homöobox-Gen ist während der Embryonalentwicklung an der Organisation des Körperbaus beteiligt.

## Klinische Erscheinungen
Klinische Kriterien sind:
- normales Knochenalter
- normale Gliedmaßen
- verkürzte Extremitäten im Verhältnis zum Rumpf
- normale Wachstumshormonwerte

Eine eventuelle Mesomelie sowie eine Madelung-Deformität sind vor dem Schulalter noch nicht erkennbar.

## Diagnose
Die Diagnose ergibt sich, wenn entweder eine Deletion oder eine pathogene Variante in der SHOX-Region nachgewiesen werden und ein entsprechender Kleinwuchs vorliegt, aber ohne Mesomelie und Madelung-Deformität.

## Differentialdiagnose
Abzugrenzen sind:
- Turner-Syndrom
- Idiopathischer Kleinwuchs (Größe unter der 3. Perzentile ohne nachweisbare knöcherne, hormonale, chromosomale oder genetische Ursache)

## Therapie
Die Behandlung besteht in der Gabe von Rekombinant hergestelltem Wachstumshormon Somatropin (rhGH).